# Кунишиге Камамото
Кунишиге Камамото (јап. 釜本 邦茂; Кјото, 15. април 1944 — Осака, 10. август 2025) био је јапански фудбалер.

## Каријера
Током каријере је играо за Јанмар Дизел.

## Репрезентација
За репрезентацију Јапана дебитовао је 1964. године. Учествовао је и на олимпијским играма 1964. и олимпијским играма 1968. За тај тим је одиграо 76 утакмица и постигао 75 голова.

## Статистика
| Јапан  | Јапан   | Јапан  |
| Година | Наступи | Голови |
| ------ | ------- | ------ |
| 1964.  | 2       | 1      |
| 1965.  | 3       | 3      |
| 1966.  | 7       | 6      |
| 1967.  | 5       | 11     |
| 1968.  | 4       | 7      |
| 1969.  | 0       | 0      |
| 1970.  | 6       | 3      |
| 1971.  | 6       | 8      |
| 1972.  | 8       | 15     |
| 1973.  | 3       | 2      |
| 1974.  | 5       | 5      |
| 1975.  | 7       | 5      |
| 1976.  | 16      | 9      |
| 1977.  | 4       | 0      |
| Укупно | 76      | 75     |